# Иран на Светском првенству у атлетици на отвореном 2019.
Иран је учествовао на 17. Светском првенству у атлетици на отвореном 2019. одржаном у Дохи од 27. септембра до 6. октобра четрнаести пут. Репрезентацију Ирана представљала су 3 такмичара који су се такмичили у 3 дисциплине. , 
На овом првенству такмичари Ирана нису освојили ниједну медаљу али је оборен један национални и један лични рекорд.У табели успешности према броју и пласману такмичара који су учествовали у финалним такмичењима (првих 8 такмичара) Иран је са 1 учесником у финалу делио 63. место са 2 бода. 
| Плас. | Земља | 1. место | 2. место | 3. место | 4. место | 5. место | 6. место | 7. место | 8. место | Бр. финал. | Бод. |
| ----- | ----- | -------- | -------- | -------- | -------- | -------- | -------- | -------- | -------- | ---------- | ---- |
| =63.  | Иран  | 0        | 0        | 0        | 0        | 0        | 0        | 1        | 0        | 1          | 2    |

## Учесници
Мушкарци:
- Хасан Тафтијан — 100 м
- Махди Пирјахан — 400 м препоне
- Ехсан Хадади — Бацање диска

## Резултати

### Мушкарци
| Атлетичар      | Дисциплина    | Лични рекорд | Квалификације | Квалификације | Полуфинале            | Полуфинале            | Финале                | Финале       | Детаљи |
| Атлетичар      | Дисциплина    | Лични рекорд | Резултат      | Место         | Резултат              | Место                 | Резултат              | Место        | Детаљи |
| -------------- | ------------- | ------------ | ------------- | ------------- | --------------------- | --------------------- | --------------------- | ------------ | ------ |
| Хасан Тафтијан | 100 м         | 10,03 НР     | 10,24 (.236)  | 5. у гр. 5    | Нису се квалификовали | Нису се квалификовали | Нису се квалификовали | 27 / 65 (68) |        |
| Махди Пирјахан | 400 м препоне | 49,33        | 50,46         | 7. у гр. 1    | Нису се квалификовали | Нису се квалификовали | Нису се квалификовали | 25 / 38 (39) |        |
| Ехсан Хадади   | Бацање диска  | 69,32 АЗР    | 64,84 кв      | 3. у гр. Б    |                       |                       | 65,16                 | 7 / 32       |        |